# Бреннан, Иэн
Иэн Бреннан (англ. Ian Brennan) — американский телевизионный сценарист, актёр и продюсер, наиболее известен как один из создателей музыкального телесериала «Хор». Вместе с Райаном Мёрфи и Брэдом Фэлчаком они являются авторами всех эпизодов первого и второго сезонов сериала, за что были номинированы в 2010 году на премию Гильдии сценаристов США в двух категориях — за «Лучший комедийный сериал» и «Лучший новый сериал».
Иэн женат на актрисе Трилби Гловер, пара воспитывает сына.

## Фильмография
| Год  |   | Русское название           | Оригинальное название  | Роль                  |
| ---- | - | -------------------------- | ---------------------- | --------------------- |
| 2000 | ф | Слишком много плоти        | Too Much Flesh         | Берт                  |
| 2002 | ф | Не заснуть раньше Мэдисон  | No Sleep 'til Madison  | Дейв                  |
| 2006 | ф | Расцвет                    | Flourish               | доктор Картер Кауфман |
| 2006 | ф |                            | Growing                | сценарист, актёр      |
| 2006 | ф | За мной последний танец 2  | Save the Last Dance 2  | Франц                 |
| 2007 | ф | Кажется, я люблю свою жену | I Think I Love My Wife | продавец универмага   |
| 2009 | ф | Стейтен Айленд             | Staten Island          | хиппи на дереве       |
| 2014 | ф | Кутис                      | Cooties                | сценарист, продюсер   |

| Телевидение | Телевидение                           | Телевидение                    | Телевидение              | Телевидение |
| Год         | Название                              | Роль                           | Примечания               |             |
| ----------- | ------------------------------------- | ------------------------------ | ------------------------ | ----------- |
| 1996-2000   | Утренний выпуск                       | Валет                          |                          |             |
| 2001-2011   | Закон и порядок: Преступное намерение | Лэнс Моррейн                   | эпизод «Renewal»         |             |
| 2004-2011   | C.S.I.: Место преступления Нью-Йорк   | Джо Сильвер                    | эпизод «Buzzkill»        |             |
| 2008        | Новый Амстердам                       | Крис Дункан                    | эпизод «Keep the Change» |             |
| 2009-2011   | Хор                                   | создатель, сценарист, продюсер |                          |             |
| 2011-2012   | Проект «Хор»                          | судья                          |                          |             |
| 2015-2016   | Королевы крика                        | создатель, сценарист, продюсер |                          |             |
| 2018        | Из Лос-Анджелеса в Вегас              | сценарист                      |                          |             |
| 2019        | Политик                               | создатель, сценарист, продюсер |                          |             |
| 2020        | Голливуд                              | создатель, сценарист, продюсер |                          |             |

| Видеоигры | Видеоигры | Видеоигры | Видеоигры  |
| Год       | Название  | Персонаж  | Примечания |
| --------- | --------- | --------- | ---------- |
| 2009      | InFamous  | озвучка   |            |